# Anita Formela
Anita Formela (ur. 10 października 1997) – polska judoczka.
Zawodniczka klubów: GKS Żukowo (2010-2015), UKS Conrad Gdańsk (od 2016). Brązowa medalistka mistrzostw Europy juniorek 2016. Wicemistrzyni Europy kadetek 2014. Brązowa medalistka mistrzostw Polski seniorek 2016 w kategorii powyżej 78 kg. Ponadto m.in. mistrzyni Polski juniorek 2016.